# 马克·唐尼
马克·唐尼（英語：Mark Downey，1996年7月3日—），爱尔兰男子自行车运动员，2017年欧洲23岁以下场地自行车锦标赛男子记分赛铜牌得主、2019年世界场地自行车锦标赛男子记分赛铜牌得主。